# Type 1 Chi-He
Le Type 1 Chi-He (一式中戦車 チへ, Ichi-shiki chusensha Chihe) est un char moyen japonais de la Seconde Guerre mondiale. Il est une version améliorée du Type 97 Chi-Ha avec un nouveau canon antichar de 47 mm Type 1 qui sera aussi monté sur la nouvelle tourelle (ShinHoTo) du Type 97 amélioré. Les 170 exemplaires construits seront conservés pour défendre le territoire japonais en prévision de l'invasion alliée. De fait, le Type 1 ne connu pas le combat.
Non prioritaire pour l'industrie militaire nippone (le prototype est achevé en septembre 1942[source insuffisante]), il est le premier char japonais à être doté en série d'une radio. Sa tourelle, blindée à hauteur de 25 mm, accueille deux servants du canon et le chef de char. Son canon s'avère encore trop peu performant face aux chars moyens ennemis, et un dernier modèle de char moyen japonais, le Type 3 Chi-Nu, sera développé d'après le Chi-Ha et le Chi-He.

Quelques exemplaires, capturés par l'Armée soviétique, seront remis à l'Armée populaire de libération.

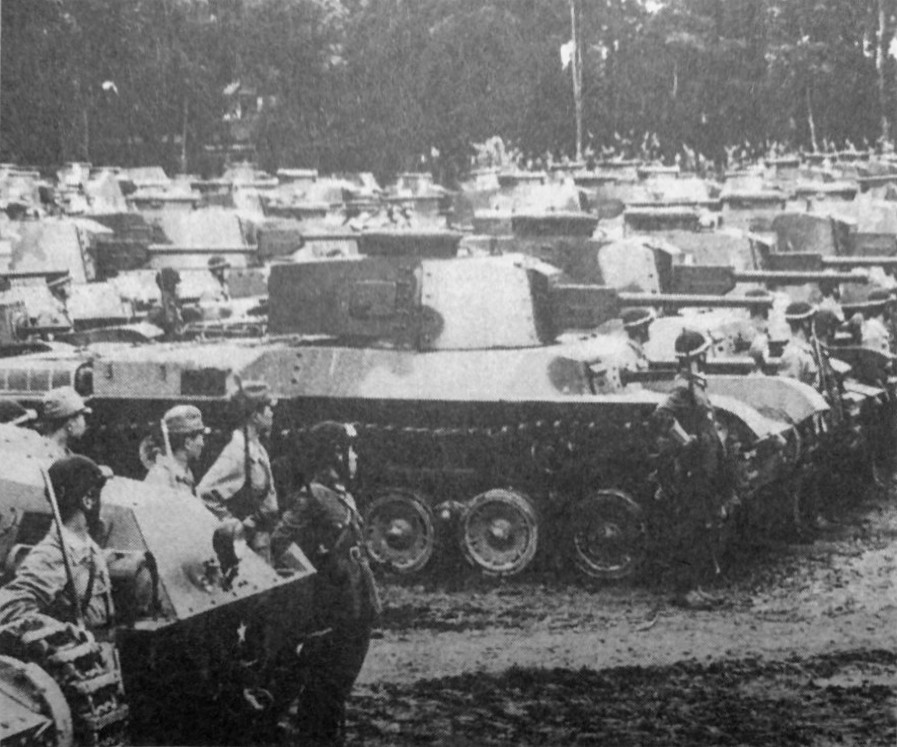
Chars moyens Chi-He en 1945.
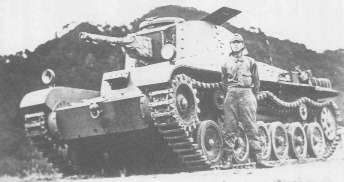
Type 1 Chi-He.
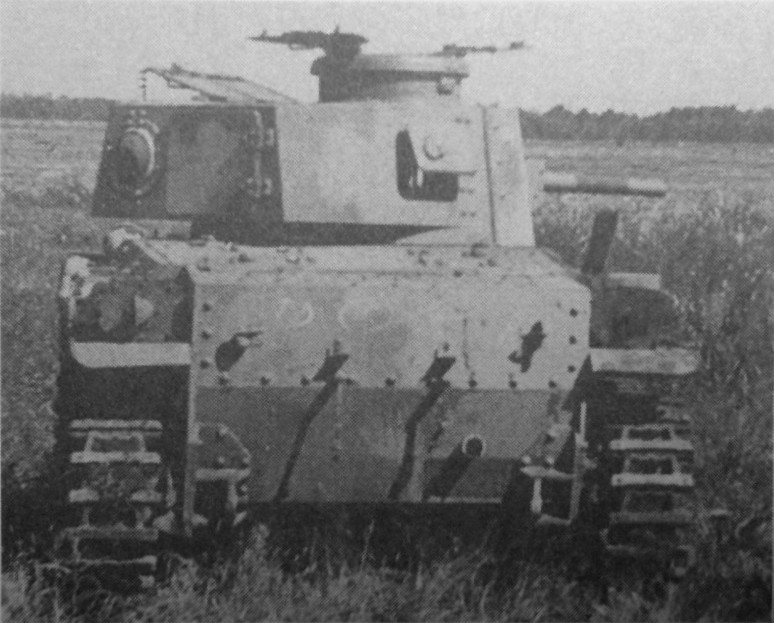
Vue arrière.
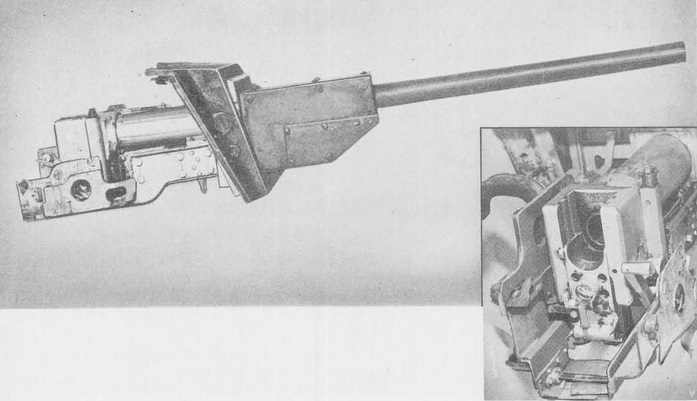
Canon de char 47 mm Type 1 , et culasse.